# Плеснер, Хельмут
Хе́льмут Пле́снер (нем. Helmuth Plessner, 4 сентября 1892, Висбаден — 12 июня 1985, Геттинген) — немецкий философ и социолог, один из основателей философской антропологии.

## Биография
Хельмут Плеснер был единственным ребёнком Федора Плеснера (нем. Fedor Plessner) и Элизабет Эшманн. Его родители содержали частный санаторий для нервнобольных в Висбадене. Отец Хельмута был известным врачом и учёным-медиком еврейского происхождения, впоследствии принявшим лютеранство.  
После окончания в 1910 году гимназии в Висбадене Плеснер изучал медицину, зоологию и философию в Фрайбурге, Берлине, Гейдельберге (под руководством Ханса Дриша, Вильгельма Виндельбанда), а далее в Геттингене (по руководством Эдмунда Гуссерля). В Эрлангене в 1916 году под руководством Пауля Хензеля защитил докторскую диссертацию на тему на тему «Кризис трансцендентальной истины в идее начала»  («Krisis der transzendentalen Wahrheit im Anfang», 1918). С 1920 по 1933 годы Плеснер преподает философию в университете Кёльна. После габилитации в 1920 году у Г. Дриша, Плеснер работал лектором, а с 1926 года адъюнкт-профессором, а далее профессором философии. В 1931 году получил премию имени Авенариуса Саксонской Академии наук. 
В 1933 году, из-за еврейского происхождения, Плеснер эмигрировал сначала в Турцию, а затем в Нидерланды. С 1936 по 1943 годы преподавал в университете Гронингена. Был уволен со службы рейхскомиссаром Германии в Нидерландах в 1943 году, но снова занял этот пост в 1946 году. В 1951 году вернулся в Германию. Работал в университете Геттингена, в Новой школе социальных исследований в Нью-Йорке. После выхода на пенсию в 1962 году Плеснер занимал преподавательскую должность в Университете Цюриха.  В 1973 году вернулся в Геттинген, где жил до своей смерти в 1985 году.
Был президентом Немецкого философского общества.

## Основные идеи
Пытался выявить «базисную структуру человеческого бытия».

## Награды и признание
- Премия им. Авенариуса Саксонской Академии наук (1931)
- Почетный доктор философии университета Цюриха
- Почетный доктор социальных наук университета Гронингена
- Почетный доктор философии философского факультета Фрайбургского университета[7]

## Сочинения
- Gesammelte Schriften. Fr./M, Bd. 1-5, 1980-83.

## Русскоязычные переводы
- Плеснер Х. Ступени органического и человек (пер. А. Ф. Филиппов) // Проблема человека в западной философии: Переводы / Сост. и послесл. П. С. Гуревича; Общ. ред. Ю. Н. Попова. — М.: Прогресс, 1988. — С. 96–151.
- Плеснер Х. Ступени органического и человек: Введение в философскую антропологию / Пер. с нем. — М.: "Российская политическая энциклопедия" (РОССПЭН), 2004. — 368 с.